# Küchensee (Heidesee)
Der Küchensee ist ein Gewässer auf der Gemarkung von Blossin, einem Ortsteil der Gemeinde Heidesee im Landkreis Dahme-Spreewald im Land Brandenburg.
Der See liegt westlich der Wohnbebauung und dort nördlich der Landstraße 39, die als Blossiner Hauptstraße in nördlicher Richtung aus dem Ort führt. Südlich führt ein unbenannter Graben in die Storkower Gewässer, die schließlich in die Dahme entwässern. Das Gewässer wird zum Angeln und für die Berufsfischerei genutzt.